# Фумеро, Мелисса
Мелисса Фумеро (англ. Melissa Fumero; род. 19 августа 1982, Линдхерст, Нью-Джерси) — американская актриса. Наиболее известна по ролям Эми Сантьяго в ситкоме «Бруклин 9-9», Адрианы Крамер в мыльной опере «Одна жизнь, чтобы жить» и Зои в «Сплетнице».

## Ранние годы
Фумеро родилась в Линдхерсте, Нью-Джерси. Её родители — кубинцы, переехавшие в США будучи подростками. Окончила Нью-Йоркский университет со степенью бакалавра искусств в 2003 году.

## Карьера
Фумеро получила роль Адрианы Крамер в мыльной опере «Одна жизнь, чтобы жить» в свой последний день обучения в Нью-Йоркском университете в 2003 году. Эту же роль она кратко исполнила в сестринском сериале, «Все мои дети». В 2007 году актриса решила не продлевать свой контракт с шоу, но осталась в шоу с повторяющейся ролью до 2008 года, дабы завершить сюжетную линию своей героини.
Появлялась c эпизодическими ролями в таких сериалах, как «Сплетница», «Менталист» и «C.S.I.: Место преступления Нью-Йорк».
Начиная с 2013 года исполняла роль детектива Эми Сантьяго в ситкоме телеканала FOX «Бруклин 9-9».

## Личная жизнь
С 9 декабря 2007 года Мелисса замужем за актёром и коллегой по сериалу «Одна жизнь, чтобы жить» Дэвидом Фумеро. У супругов есть два сына — Энзо Фумеро (род. 24 марта 2016) и Аксель Фумеро (род. 14 февраля 2020).

## Фильмография
| Год       |     | Русское название                    | Оригинальное название                | Роль                   |
| --------- | --- | ----------------------------------- | ------------------------------------ | ---------------------- |
| 1998—2011 | с   | Одна жизнь, чтобы жить              | One Life to Live                     | Адриана Крамер         |
| 2005      | с   | Все мои дети                        | All My Children                      | Адриана Крамер         |
| 2007      | ф   | Падение                             | Descent                              | девушка #2             |
| 2007—2010 | с   | Сплетница                           | Gossip Girl                          | Зои                    |
| 2009      | с   | Важные вещи с Деметри Мартином      | Important Things with Demetri Martin | Эйприл                 |
| 2009      | с   | —                                   | Haute & Bothered                     | Джо                    |
| 2009      | ф   | Мальчишник в Техасе                 | I Hope They Serve Beer in Hell       | Мелисса                |
| 2010      | с   | Менталист                           | The Mentalist                        | Кармен Рейес           |
| 2011      | с   | Дорогой доктор                      | Royal Pains                          | Брук                   |
| 2011      | кор | —                                   | Half Empty                           | Джилл                  |
| 2012      | с   | C.S.I.: Место преступления Нью-Йорк | CSI: NY                              | Мишель Родс            |
| 2013      | с   | Мужики за работой                   | Men at Work                          | Эйприл                 |
| 2013      | ф   | Дом, который построил Джек          | The House That Jack Built            | Лили                   |
| 2013—2021 | с   | Бруклин 9-9                         | Brooklyn Nine-Nine                   | Эми Сантьяго           |
| 2016      | мс  | —                                   | Mack & Moxy                          | восхитительная Мелисса |
| 2017      | с   | —                                   | Mourners, Inc.                       | Моника Эррера          |
| 2017      | ф   | Драйвер-Икс                         | DriverX                              | Джессика               |
| 2019      | тф  | —                                   | The Play Date                        | Эмма                   |
| 2019      | ф   | —                                   | A Stone in the Water                 | Алекс                  |
| 2019—2020 | с   | Однажды за один раз                 | One Day at a Time                    | Эстреллита             |
| 2019—2020 | мс  | Елена — принцесса Авалора           | Elena of Avalor                      | Антония                |
| 2020      | мс  | Ши-Ра и непобедимые принцессы       | She-Ra and the Princesses of Power   | Стария                 |
| 2020      | мс  | Семейка Грин в городе               | Big City Greens                      | Канталуп               |
| 2020      | с   | Комната 104                         | Room 104                             | Ива                    |
| 2021      | мс  | М.О.Д.О.К.                          | M.O.D.O.K.                           | Мелисса Тарлтон        |
| 2021      | с   | Дневник будущей женщины-президента  | Diary of a Future President          | мисс Ортега            |